# 羽根東町
羽根東町（はねひがしまち）は、愛知県岡崎市の町名である。岡崎地区に位置する。現行行政地名は羽根東町1丁目から羽根東町3丁目。

## 地理
岡崎市の南部に位置する。

## 世帯数と人口
2019年（令和元年）5月1日現在の世帯数と人口は以下の通りである。
| 町丁     | 世帯数  | 人口  |
| -------- | ------- | ----- |
| 羽根東町 | 238世帯 | 526人 |

### 人口の変遷
国勢調査による人口の推移
| 1995年（平成7年）  | 503人 | [ 6 ]  |  |
| 2000年（平成12年） | 604人 | [ 7 ]  |  |
| 2005年（平成17年） | 645人 | [ 8 ]  |  |
| 2010年（平成22年） | 649人 | [ 9 ]  |  |
| 2015年（平成27年） | 621人 | [ 10 ] |  |

## 小・中学校の学区
市立小・中学校に通う場合、学区は以下の通りとなる。
| 番・番地等 | 小学校             | 中学校             |
| ---------- | ------------------ | ------------------ |
| 全域       | 岡崎市立羽根小学校 | 岡崎市立翔南中学校 |

## 歴史
額田郡羽根村の一部を前身とする。

### 沿革
- 1981年（昭和56年）1月13日 - 羽根土地区画整理組合の事業で、羽根町、柱町の一部を分離し、羽根東町を設置[1]。

## 施設
- 暁公園
- NTTネオメイト名古屋
- 医療法人山武会岡崎南病院
- 碧海信用金庫岡崎南支店
- 学校法人服部学園YAMASA言語文化学院
- サンシティ岡崎駅東
- プロミス248号羽根町自動契約コーナー店
- ホンダカーズ愛知岡崎羽根店
- カメラのキタムラ岡崎羽根店
- ハートアップ南岡崎羽根
- サイクルベースあさひ岡崎南店
- 星乃珈琲店岡崎店
- 丸源ラーメン岡崎羽根店
- ヤクルト岡崎南センター
- 不動産SHOPナカジツ本社

## 交通
道路
- 国道248号

## その他

### 日本郵便
- 郵便番号 : 444-0832[4]（集配局：岡崎郵便局[12]）。

## 参考資料
- 「角川日本地名大辞典」編纂委員会 編『角川日本地名大辞典 23 愛知県』角川書店、1989年3月8日。ISBN 4-04-001230-5。
- 有限会社平凡社地方資料センター 編『日本歴史地名体系第23巻 愛知県の地名』平凡社、1981年。ISBN 4-582-49023-9。